# Peter Becker
Peter Becker (Frankfurt am Main, Alemanha Ocidental, 12 de setembro de 1958) é um biologista molecular alemão.
Estudou biologia na Universidade de Heidelberg até 1984. Obteve um Ph.D no Centro de Pesquisa do Câncer da Alemanha e na Universidade de Heidelberg em 1987. Após trabalhar como empregado no European Molecular Biology Laboratory, de 1991 a 1999, foi diretor do Instituto Adolf Butenandt de Biologia Molecular da Universidade de Munique.
Recebeu o Prêmio Gottfried Wilhelm Leibniz de 2005 da Deutsche Forschungsgemeinschaft.